# Sven II. Dánský
Sven II. Estridsson Ulfsson (Svend Estridsen; asi 1019 – 28. dubna 1076) byl králem Dánska od roku 1047 až do své smrti. Byl synem norského jarla Ulfa Torgilssona a Estrid Svendsdatter, dcery Svena Vidlího vouse a sestry Knuta Velikého. Byl třikrát ženatý a zplodil nejméně 20 dětí. Pět z jeho nemanželských synů se po něm stalo dánskými králi: Harald III., Knut IV., Olaf I., Erik I. a Niels.
V bitvách si počínal odvážně, ale nebyl příliš úspěšným vojenským velitelem. Podle kostry to byl vysoký statný muž, který kulhal. Sven zřejmě uměl číst i psát a svým přítelem, papežem Řehořem VII., je popisován jako nadmíru vzdělaný panovník. Jeho zásluhou také víme mnoho o Dánsku a Švédsku 9. a 10. století, protože Sven o svých předcích okolo roku 1070 vyprávěl historikovi Adamovi z Brém.

## Život

### Nástup na trůn
Sven se narodil v Anglii, stal se z něj vojenský velitel a nějaký čas sloužil švédskému králi Jakobu Anundovi. Během vlády dánského krále Hardiknuta se stal jarlem a za krále také vedl kampaň proti Norsku, v níž byl poražen Magnusem I. Norským. Když Hardiknut v roce 1042 zemřel, Magnus Norský si nárokoval dánský trůn a Svena udělal jarlem v Jutsku. Za Magnuse bojoval v bitvě u Lyrskov Heath v roce 1043, kde si vydobyl skvělou pověst. Dánští šlechtici ho ve Viborgu korunovali králem. Magnus Svena při několika příležitostech porazil a Sven utekl do Švédska.
Válka mezi Magnusem a Svenem trvala do roku 1045, kdy se Magnusův strýc Harald III. Hardrada vrátil z exilu do Norska. Harald a Sven spojili své síly a Magnus se rozhodl o podělit se o norský trůn s Haraldem III. V roce 1047 Magnus zemřel, přičemž na smrtelné posteli stanovil, že Harald získá Norsko a Sven Dánsko.
Harald se nechtěl Dánska vzdát a začal tak dlouhou válku. Sven Haralda v 1050 téměř vzal do zajetí, když Harald zaútočil na Jutsko, naopak Sven téměř přišel o život v námořní bitvě u Nissanu v roce 1062. Harald se nároků na Dánsko vzdal v roce 1064, výměnou za to, že ho Sven uzná jako norského krále.

### Konsolidace moci
Sven byl s předchozími dánskými králi spojen přes svou matku Estrid Svendsdatter, takže přijal Estridsson. Svou moc konsolidoval spojením s církví a zahraničními mocnostmi, stejně jako přátelskými vztahy s papeži. Chtěl, aby jeho nejstaršího syna Knuda korunoval sám papež.
Poté, co byl Harald Hardrada poražen a zabit v bitvě u Stamford Bridge a Vilém Normandský dobyl Anglii, Sven obrátil svou pozornost na Anglii, které kdysi vládl jeho strýc Knut Veliký. Spojil se s Edgarem Æthelingem, posledním zástupcem anglosaského královského rodu, a v roce 1069 poslal vojenské síly, aby na Viléma zaútočily. Poté, co dobyl York, však přijal Sven přijal od Viléma úplatu a Edgara opustil.

### Smrt
Sven II. zemřel na svých pozemcích poblíž Åbenrå. Dánské kroniky uvádějí jako datum jeho smrti rok 1074, ale některé pozdější zdroje se přiklánějí k roku 1076. Pohřbený je v katedrále v Roskilde. Často je považován za posledního dánského vikinského krále a za prvního krále středověkého.

### Potomstvo
Svenovou první manželkou byla Gyda Anundsdotter Švédská. Okolo roku 1050 se oženil podruhé, s Gunnhildr Sveinsdóttir, zřejmě nevlastní matkou Gydy. Hambursko-brémský arcibiskup nařídil toto manželství zrušit, což uvedl v platnost papež Lev IX. Po smrti Haralda Hardrady se možná oženil s jeho vdovou Torou. Střídal milenky a zplodil přinejmenším 20 dětí, z nichž jen jedno se narodilo v manželství.
S Gunnhildr:
1. Svend Svendsen, zemřel mladý[2]

S konkubínami:
1. Knud Magnus
2. Harald III. Dánský († 1080)
3. Knut IV. Dánský († 1086)
4. Olaf I. Dánský († 1095)
5. Erik I. Dánský († 1103)
6. Ulf Svendsen (Ubbe) († 1104)
7. Benedikt Svendsen († 1086)
8. Bjørn Svendsen († 1100)
9. Niels Dánský († 1134)
10. Sigrid Svendsdatter († 1066)
11. Ingerid Dánská, manželka Olafa III. Norského
12. Svend Svendsen
13. Sven Křižák († 1097)
14. Thorgils Svendsen
15. Sigurd Svendsen
16. Guttorm Svendsen
17. Ømund Svendsen
18. Gunhild Svendsdatter
19. Ragnhild Svendsdatter